# Dietzenbach (Bühler)
Der Dietzenbach ist ein Bach nahe der Gemeindegrenze von Bühlerzell zu Bühlertann im Landkreis Schwäbisch Hall im nordöstlichen Baden-Württemberg, der nach einem ein bis anderthalb Kilometer langen Lauf nach Westsüdwesten bei Bühlerzell von rechts in die obere Bühler mündet.

## Geographie

### Verlauf
Der Dietzenbach entsteht je nach Witterung in verschiedener Höhe. Der mündungsfernste Punkt des unbeständigen Laufs liegt in einer krautigen Mulde am Bühlerzeller Weiler Eichberg auf etwa 475 m ü. NHN. Von hier bis hin zur Mündung läuft der Bach in westsüdwestliche bis südwestliche Richtung, nach wenigen Schritten schon im Wald, in dem er sich sein klingenartiges Tal gräbt zwischen dem ausgedehnten und bewaldeten Bergrücken Eichberg rechts und dem kürzeren linken Sporn der Ellwanger Berge zur Bühler hin, der auf Höhe des Weilers Eichberg an der Hochebene ansetzt.
Auf seinem nur 300 bis 400 Meter langen Waldlauf passiert er an einer Reiterkäppele genannten Stelle eine Quelle auf etwa 450 m ü. NHN rechts am Lauf, von deren Zulauf an die Wasserführung recht beständig ist. In der folgenden offenen Wiesenflur begleitet ihn mit einer Unterbrechung eine Baumgalerie. Am Parkplatz für das Sportgelände am Nordostrand Bühlerzells unterquert er das ihn bisher links am Hang nie sehr fern begleitende Steigensträßchen von Eichberg hinunter nach Bühlerzell. Hier ist der Talgrund links schon in eine flache Aue übergegangen, an deren Südrand das inzwischen weniger als hundert Meter entfernte linke Nachbargewässer Pfaffenbach fließt. Auf den folgenden noch etwa 150 Metern bis zur Ortsrand Bühlerzells, weiterhin im Baumschatten und nun unmittelbar neben dem Sträßchen, nimmt er bei starker Wasserführung des Nachbarbachs aus einer verrohrten Überleitung einen Großteil von dessen Durchfluss auf.
Kurz darauf verschwindet er am ersten Schuppen des Dorfes in einer unterirdischen Führung und erreicht gleich die Kottspieler Straße (L 1072), auf oder neben deren Trasse er nun knapp 100 Meter in Richtung des nördlichen Dorfendes läuft. Dann tritt er gegenüber dem Abzweig des Wegs zum alten Steinbruch an der Flussseite der Straße zwischen den letzten Häusern Bühlerzells wieder ans Tageslicht und fließt noch knapp 200 Meter westwärts, wo der dann auf etwa 383 m ü. NHN in der schon siedlungsfreien Aue des Flusses von rechts in die obere Bühler mündet.
Der Dietzenbach mündet nach 1,5 km langem Lauf mit mittleren Sohlgefälle von rund 63 ‰ ab dem Ursprung bei Eichberg etwa 92 Höhenmeter unter dieser. Ab der Quelle am Reiterkäppele durchläuft er auf etwa 1,1 km Gesamtlänge eine Differenz von 67 Höhenmetern, dem entspricht ein mittleres Gefälle von etwa 59 ‰.

### Einzugsgebiet
Der Dietzenbach entwässert etwa 0,5 km² des von Osten her bis an den Bühlerlauf reichenden Naturraums Ellwanger Berge, ein Teilgebiet der Schwäbisch-Fränkischen Waldberge. Angrenzende Einzugsgebiete sind im Nordwesten ein namenloses und unbeständiges, den Eichberg westwärts zur Bühler entwässerndes Waldbächlein, im Nordosten das des Sperberklingenbachs, der wie dieses, aber über den Avenbach viel weiter abwärts in die Bühler mündet. An der Südostseite fließt der etwas größere Pfaffenbach hinter dem Hochebenensporn beim Weiler Eichberg ebenfalls zur Bühler in der Dorfmitte von Bühlerzell. Der höchste Punkt des Einzugsgebietes liegt auf wenig über 490 m ü. NHN nahe dem Waldweg, der auf dem Eichberg im Wald in Richtung Sefflesrain zieht.
Geologisch treten im Einzugsgebiet die Mittelkeuper-Schichten vom Stubensandstein (Löwenstein-Formation) bis hinunter in den Gipskeuper (Grabfeld-Formation) auf. Der Bach selbst entsteht, wofern beim Weiler Eichberg, im Übergangsbereich von den Oberen Bunten Mergeln (Mainhardt-Formation) zum unter diesen liegenden Kieselsandstein (Hassberge-Formation). Am oder kurz nach dem Wechsel in die Unteren Bunten Mergel (Steigerwald-Formation) entspringt beim Reiterkäppele die beständigere Quelle rechts am Lauf. Der Schilfsandstein (Stuttgart-Formation) setzt etwa ein, wo der Bach den Wald verlässt. Im Bereich der folgenden Estherienschichten des Gipskeupers ist die Talkerbe noch ausgeprägt, wo dessen darunter liegenden Schichten beginnen, weitet sich das Tal nach links zur gemeinsamen Aue mit dem Dietzenbach. Der Bach mündet auch in Schichthöhe des Gipskeupers, im Auensedimentband der Bühler. Die geologische Karte zeichnet einen Schwemmfächer südlich der jetzigen Mündung ein, den demzufolge früher Pfaffen- und Dietzenbach gemeinsam aufgeschüttet haben müssten. In der Natur ist diese Geländewölbung aber kaum zu erkennen.
Rechts am Hang liegt über dem wegbegleitenden Abschnitt am unteren Eichberg ein aufgelassener Steinbruch im Schilfsandstein. Dieser ist hier in Flutfazies ausgebildet, der Aufschluss zeigt eine mehrere Meter hohe Abbauwand aus recht kompaktem Sandstein.
Auf etwas wenig mehr als der Hälfte des Einzugsgebietes steht Wald, insbesondere am oberen und mittleren Eichberghang rechts. Ein kleiner Teil der Rodungsinsel um den Weiler Eichberg liegt im Einzugsgebiet, mit Wiesen- und Ackeranteil. Unterhalb des Abschnitts durch den Wald finden sich dann in der offenen Flur der Hänge und Auen fast nur noch Wiesen, auf einem kleinen Teil stehen Häuser des nordwärts entlang der Kottspieler Straße auslaufenden Siedlungsgebietes von Bühlerzell. Neben diesem Dorf ist der einzige andere Siedlungsplatz im Einzugsgebiet der kleine zugehörige Weiler Eichberg. Neben Bühlerzell hat auch die Gemeinde Bühlertann im Norden einen sogar fast hälftigen Anteil am Gebiet, die Gemeindegrenze folgt im Waldabschnitt dem Bach und sonst der Waldgrenze am Eichberghang.

### LUBW
Amtliche Online-Gewässerkarte mit passendem Ausschnitt und den hier benutzten Layern: Lauf und Einzugsgebiet von Schäfbach, Pfaffenbach und Dietzenbach

Allgemeiner Einstieg ohne Voreinstellungen und Layer: Daten- und Kartendienst der Landesanstalt für Umwelt Baden-Württemberg (LUBW) (Hinweise)
1. 1 2 3 4  Höhe nach dem Höhenlinienbild auf dem Hintergrundlayer Topographische Karte.
2. ↑  Länge nach dem Layer Gewässernetz (AWGN) ab der Waldquelle, weiter unbeständiger Oberlauf bis hinauf zum Ursprung bei Eichberg abgemessen auf dem Hintergrundlayer Topographische Karte.
3. ↑  Länge nach dem Layer Gewässernetz (AWGN).
4. ↑  Einzugsgebiet abgemessen auf dem Hintergrundlayer Topographische Karte.

### Andere Belege
1. ↑  Wolf-Dieter Sick: Geographische Landesaufnahme: Die naturräumlichen Einheiten auf Blatt 162 Rothenburg o. d. Tauber. Bundesanstalt für Landeskunde, Bad Godesberg 1962. → Online-Karte (PDF; 4,7 MB)
2. ↑  Geologie nach den Layern zu Geologische Karte 1:50.000 auf: Mapserver des Landesamtes für Geologie, Rohstoffe und Bergbau (LGRB) (Hinweise). Ein ähnliches Bild bietet die unter → Literatur aufgeführte geologische Karte.